# 科图马加良伊斯
科图马加良伊斯是巴西托坎廷斯州的一个市镇。总面积1585.773平方公里，总人口4887人，人口密度3.1人/平方公里。